# Västerbergen (Finström, Åland)
Västerbergen är kullar i Åland (Finland). De ligger i den sydvästra delen av landskapet, 12 km norr om huvudstaden Mariehamn. Västerbergen ligger på ön Fasta Åland.